# Joffrey Lauvergne
Joffrey Lauvergne (Mulhouse, 30 settembre 1991) è un cestista francese, di ruolo centro.
È il figlio di Stéphane Lauvergne.

## Carriera
È stato selezionato dai Memphis Grizzlies al secondo giro del Draft NBA 2013 (55ª scelta assoluta).
Con la Francia ha disputato i Giochi olimpici di Rio de Janeiro 2016, i Campionati mondiali del 2014 e tre edizioni dei Campionati europei (2013, 2015, 2017).

## Statistiche

### NBA

#### Regular Season
| Anno      | Squadra           | PG  | PT | MP   | TC%  | 3P%  | TL%  | RP  | AP  | PRP | SP  | PP  |
| --------- | ----------------- | --- | -- | ---- | ---- | ---- | ---- | --- | --- | --- | --- | --- |
| 2014-2015 | Denver Nuggets    | 24  | 1  | 11,2 | 40,4 | 18,8 | 64,3 | 3,2 | 0,5 | 0,3 | 0,4 | 3,9 |
| 2015-2016 | Denver Nuggets    | 59  | 15 | 17,6 | 51,3 | 24,5 | 89,9 | 4,9 | 0,9 | 0,2 | 0,3 | 7,9 |
| 2016-2017 | Oklahoma Thunder  | 50  | 0  | 14,8 | 45,5 | 34,6 | 63,8 | 3,7 | 1,0 | 0,4 | 0,1 | 5,7 |
| 2016-2017 | Chicago Bulls     | 20  | 1  | 12,1 | 40,2 | 30,0 | 60,0 | 3,4 | 1,0 | 0,4 | 0,0 | 4,5 |
| 2017-2018 | San Antonio Spurs | 55  | 1  | 9,7  | 51,6 | 0,0  | 63,8 | 3,1 | 0,7 | 0,2 | 0,1 | 4,1 |
| Carriera  | Carriera          | 208 | 18 | 13,6 | 47,9 | 28,5 | 71,9 | 3,8 | 0,9 | 0,3 | 0,2 | 5,6 |

#### Play-off
| Anno     | Squadra           | PG | PT | MP  | TC%  | 3P% | TL% | RP  | AP  | PRP | SP  | PP  |
| -------- | ----------------- | -- | -- | --- | ---- | --- | --- | --- | --- | --- | --- | --- |
| 2017     | Chicago Bulls     | 3  | 0  | 8,7 | 36,4 | 0,0 | 100 | 3,0 | 1,7 | 0,0 | 0,0 | 4,7 |
| 2018     | San Antonio Spurs | 1  | 0  | 6,0 | 100  | -   | -   | 1,0 | 0,0 | 0,0 | 0,0 | 2,0 |
| Carriera | Carriera          | 4  | 0  | 8,0 | 41,7 | 0,0 | 100 | 2,5 | 1,3 | 0,0 | 0,0 | 4,0 |

#### Massimi in carriera
- Massimo di punti: 26 vs Denver Nuggets (13 febbraio 2018)[1]
- Massimo di rimbalzi: 13 vs Utah Jazz (27 dicembre 2016)
- Massimo di assist: 4 (3 volte)
- Massimo di palle rubate: 2 (8 volte)
- Massimo di stoppate: 3 vs Utah Jazz (1º aprile 2015)
- Massimo di minuti giocati: 31 vs Oklahoma City Thunder (27 dicembre 2015)

### Eurolega
| Anno      | Squadra         | PG  | PT | MP   | TC%  | 3P%  | TL%  | RP  | AP  | PRP | SP  | PP   |
| --------- | --------------- | --- | -- | ---- | ---- | ---- | ---- | --- | --- | --- | --- | ---- |
| 2012-2013 | Élan Chalon     | 7   | 5  | 15,7 | 53,1 | 50,0 | 80,0 | 3,6 | 0,9 | 0,1 | 0,1 | 6,6  |
| 2013-2014 | Partizan        | 24  | 24 | 32,3 | 51,3 | 22,9 | 71,4 | 8,6 | 1,0 | 0,6 | 0,3 | 11,0 |
| 2018-2019 | Fenerbahçe      | 22  | 4  | 18,0 | 55,9 | 30,0 | 51,4 | 3,6 | 1,8 | 0,4 | 0,3 | 8,5  |
| 2019-2020 | Fenerbahçe      | 19  | 9  | 13,8 | 54,3 | 28,6 | 44,1 | 2,7 | 0,8 | 0,2 | 0,2 | 6,3  |
| 2020-2021 | Žalgiris Kaunas | 32  | 31 | 20,9 | 58,6 | 40,0 | 66,0 | 5,6 | 1,5 | 0,5 | 0,1 | 10,7 |
| 2021-2022 | Žalgiris Kaunas | 13  | 4  | 15,4 | 52,3 | -    | 69,2 | 3,4 | 0,9 | 0,4 | 0,2 | 8,3  |
| 2022-2023 | ASVEL           | 3   | 0  | 18,3 | 60,0 | -    | 70,0 | 2,3 | 1,3 | 0,7 | 0,0 | 8,3  |
| 2023-2024 | ASVEL           | 31  | 21 | 24,7 | 51,5 | 35,8 | 72,6 | 5,2 | 1,8 | 0,4 | 0,2 | 12,6 |
| Carriera  | Carriera        | 151 | -  | 21,2 | 54,0 | 32,0 | 65,6 | 5,0 | 1,4 | 0,4 | 0,2 | 9,8  |

## Palmarès

### Squadra
- Campionato francese: 1

Élan Chalon: 2011-12
- Campionato serbo: 2

Partizan Belgrado: 2012-13, 2013-14
- Campionato lituano: 1

Žalgiris Kaunas: 2020-21
- Coppa di Francia: 2

Elan Chalon: 2010-11, 2011-12
- Semaine des As - Leaders Cup: 2

Élan Chalon: 2012
ASVEL: 2023
- Lega Adriatica: 1

Partizan Belgrado: 2012-13
- Coppa di Turchia: 2

Fenerbahçe: 2019, 2020
- Coppa di Lituania: 2

Žalgiris Kaunas: 2020-21, 2021-22

### Individuale
- MVP Coppa di Lituania: 2

Žalgiris Kaunas: 2020-21, 2021-22